# Ukraińska Akademia Filmowa
Ukraińska Akademia Filmowa (ukr. Українська кіноакадемія, UFA) – ukraińska organizacja zrzeszająca ekspertów i profesjonalistów z dziedziny kina i produkcji filmowej. Została założona w 2017 w celu wspierania i rozwoju współczesnego ukraińskiego kina. Organizuje coroczną ceremonię wręczenia prestiżowej nagrody „Złoty Dziga”.

## Historia
Ukraińska Akademia Filmowa została powołana jako organizacja non-profit 8 lutego 2017. Oficjalne ogłoszenie jej powstania miało miejsce 20 lutego 2017 podczas konferencji prasowej z udziałem założycieli, sponsorów i partnerów Akademii, w związku z organizacją pierwszej edycji Narodowej Nagrody Filmowej „Złoty Dziga”. Inicjatorem powstania Akademii był Odeski Międzynarodowy Festiwal Filmowy (OIFF) przy wsparciu Państwowej Agencji Ukrainy ds. Kina oraz banku TASKOMBANK.
Pierwsza ceremonia wręczenia nagród odbyła się 20 kwietnia 2017. W lutym 2022 Akademia opublikowała petycję wzywającą do międzynarodowego bojkotu rosyjskiego kina, apelując m.in. do Rady Europy o wykluczenie Rosji z funduszu Eurimages oraz Konwencji o koprodukcji kinematograficznej.

## Misja i działalność
Misją Ukraińskiej Akademii Filmowej jest popularyzacja narodowego kina zarówno w Ukrainie, jak i poza jej granicami. Do głównych obszarów działalności Akademii należą:
- organizacja specjalnych wydarzeń filmowych mających na celu zwiększenie popularności ukraińskiej kinematografii;
- organizacja ceremonii wręczenia Narodowej Nagrody Filmowej, podczas której eksperci i profesjonaliści branży filmowej dokonują obiektywnej oceny i wyróżnienia najlepszych produkcji ukraińskiego kina;
- wspieranie rozwoju przemysłu filmowego poprzez współpracę z twórcami filmowymi oraz innymi organizacjami krajowymi i międzynarodowymi działającymi w sektorze kinematografii;
- promowanie inwestycji w ukraińską branżę filmową oraz rozwój nowoczesnych technologii produkcji filmowej;
- organizacja programów edukacyjnych w dziedzinie kinematografii[5].

## Struktura organizacyjna
- Walne Zgromadzenie Członków jest najwyższym organem zarządzającym Akademii, w którym prawo uczestnictwa mają wszyscy członkowie.
- Dyrektor Wykonawczy koordynuje działalność Akademii. Wybierany przez Radę Nadzorczą na trzyletnią kadencję. Funkcję tę od początku istnienia pełni Anna Maczuch.

- Rada Nadzorcza nadzoruje pracę dyrektora wykonawczego. Składa się z pięciu członków, z których trzech jest wybieranych na 20-letnią kadencję. Pierwszą przewodniczącą Rady Nadzorczej została Wiktorija Tihipko[2].
- Zarząd Akademii pełni funkcję doradczą i składa się z 15 członków[5], z których 12 jest wybieranych przez Walne Zgromadzenie Członków, a trzech mianuje Rada Nadzorcza. Pierwszym przewodniczącym Zarządu był ukraiński reżyser i aktor Mychajło Iljenko (2017-2018)[6][7].

## Członkostwo
Członkostwo w Ukraińskiej Akademii Filmowej jest dobrowolne i indywidualne. O przyjęcie mogą ubiegać się osoby spełniające jeden z poniższych warunków:
- osoby związane z przemysłem filmowym, które od 1991 brały udział jako autorzy (aktorzy, scenarzyści, reżyserzy, operatorzy, scenografowie lub kompozytorzy) lub producenci w realizacji przynajmniej jednego pełnometrażowego filmu fabularnego lub trzech krótkometrażowych dokumentów i/lub filmów animowanych;
- osoby z branży kulturalnej, artystycznej i filmowej, które wniosły istotny wkład w rozwój i promocję ukraińskiego kina (np. dystrybutorzy, krytycy filmowi, organizatorzy festiwali filmowych);
- mecenasowie i sponsorzy ukraińskiego kina.

Pierwsza rekrutacja członków odbyła się w 2017, w jej wyniku status członka Akademii uzyskały 241 osoby spośród 343 zgłoszonych kandydatur. W 2021 Akademia liczyła 449 członków.